# Roblido
Roblido (llamada oficialmente San Xoán de Roblido) es una parroquia y un lugar del municipio español de Rúa, en la provincia de Orense, Galicia.

## Toponimia
La parroquia también es conocida por el nombre de San Juan de Roblido.

## Geografía
Limita con las parroquias de Bendilló al norte, Montefurado al oeste, Seadur y Freixido al sur, y A Rúa de Valdeorras y San Xulián al este.
Esta aldea está situada en lo alto de una montaña, 4 kilómetros de ascensión continuada desde Rúa son necesarios para llegar a ella.
A Fraga (desde donde está tomada la imagen de la fotografía) es una cumbre que ofrece espectaculares paisajes salpicados de inhóspitas formaciones geológicas que han sido modeladas por la erosión, esculpiendo las formas más insospechadas, donde dejar vagar libremente nuestra imaginación, y deja entrever el sinuoso trazado del río Sil.
Entre la vegetación arbórea predomina el castaño, que ofrece su más bella estampa en la época de floración. 
El camino excavado en la montaña permite a los visitantes subir a pie o en coche hasta varias cimas y disfrutar de extensos parajes y pueblos abandonados.

## Organización territorial
La parroquia está formada por una entidad de población:
- Roblido

## Demografía
Gráfica demográfica del lugar y parroquia de Roblido según el INE español:
| Gráfica de evolución demográfica de Roblido entre 2000 y 2023 |
|                                                               |
| Datos según el nomenclátor publicado por el INE.              |